# محمد سلامتی
محمد سلامتی (زاده ۱۳۲۵ در کاشمر) دبیرکل سازمان مجاهدین انقلاب اسلامی ایران است. او وزیر کشاورزی در دولت‌های رجایی، باهنر، مهدوی کنی و دو سال اول دولت اول میرحسین موسوی بوده است.